# Кескюла, Александр
Александр Эдуард Кескюла (эст. Aleksander Eduard Kesküla, 21 марта 1882, Юрьев — 17 июня 1963, Мадрид) — эстонский социалист, во время Первой мировой войны — германский агент.

## Биография

### Ранние годы. Начало революционной деятельности
Родился в Юрьевском уезде в семье солдата, 30 марта был крещён в приходе св. Девы Марии в Юрьеве. 4 июня 1903 г. окончил Юрьевскую гимназию. Изучал политические и экономические науки в Юрьевском университете, а также в Берлине, Лейпциге, Берне и Цюрихе. Участник революции 1905 года, руководитель большевистской группы в Юрьеве (партийная кличка — Киви 'камень'). В июле 1905 г. был арестован полицией и несколько месяцев провел в тюрьме. Был освобождён в ходе народных волнений и снова стал принимать участие в подпольной деятельности. Некоторое время был членом исполкома Северной Лифляндии. Имел контакты с Акаси Мотодзиро.
После спада революции в 1908 году эмигрировал из России и жил сначала в Германии, где посещал Берлинский и Лейпцигский университеты, а с 1910 года — в Швейцарии, в Цюрихе и Берне. В 1911 году создал малочисленное «объединение эстонских социал-демократических эмигрантов» из нескольких человек, одним из которых был Артур Зифельдт.

### Первая мировая война
К началу Первой мировой войны Кескюла придерживался националистических взглядов. Стремился к отделению Эстонии и Финляндии от России и созданию шведско-финско-эстонского союза или даже объединённого государства.
С началом первой мировой войны Кескюла связался с германским послом в Берне фон Ромбергом и начал работать на немцев в качестве их агента. По утверждению самого Кескюлы, в конце сентября-начале октября 1914 года произошла его первая и единственная встреча с Лениным. По словам Кескюлы, с большевиками он был связан не напрямую, а через своего помощника, тоже эстонца, Артура Зифельдта, который получал от Кескюлы деньги и понемногу жертвовал их большевистской организации в Швейцарии.
В октябре 1914 года предлагал стокгольмским большевикам деньги и оружие для поднятия восстания в России. Тем не менее исследователи отмечают, что Кескюла в тот период уже не был связан c большевиками и тем более не имел никакого влияния среди них. «Кескюла, — пишет Г. Л. Соболев, — встретился с Лениным всего один раз, но приехав в конце 1915 г. в Стокгольм и войдя там в контакт с местными большевиками, он сумел создать впечатление активного сотрудничества с русскими революционерами, а через них с Лениным». При этом, как пишет другой исследователь, Ханс Бьеркегрен, «находившиеся в Скандинавии большевики — Бухарин, Пятаков, Шляпников — давно подозревали Кескюлу в сотрудничестве с немцами, которые и финансируют его деятельность». Член Русского бюро ЦК А. Г. Шляпников, выезжавший в 1915 году Стокгольм, в своих воспоминаниях рассказывал:

«Во время встречи он разглагольствовал о своих связях и своих знакомствах с товарищами Лениным, Зиновьевым и другими членами нашего Заграничного центра. Кескюла вел себя крайне странно, он высказывался в прогерманском духе и под конец предложил свою помощь в случае, если нам понадобятся оружие, типографское оборудование и другие средства для борьбы с царизмом… Мы отказались иметь дело с Кескюлой, но это не помешало ему продолжить попытки внедриться в нашу среду при содействии других лиц…»— Цит. по: Соболев Г.Л. Тайный союзник. С. 152
Кескюла, в частности, одолжил 1500 крон большевику Богровскому, ответственному за переправку подпольной большевистской корреспонденции и литературы из Швейцарии в Россию, и, как предполагает Г. Л. Соболев, именно с его помощью получил доступ к корреспонденции Ленина. Кескюла, считает российский историк, «в первую очередь „кормился“ Лениным, перехватывая при случае его корреспонденцию и литературу для немецкой контрразведки».
24 февраля 1915 года женился на швейцарке Луизе Штейн. Летом 1915 года Кескюла вместе с женой переехал в Швецию, где основал «Эстонское бюро», в котором секретарем был Оскар Элевант. По подсчетам самого Кескюлы за время войны он получил от немцев от 250 до 300 тысяч марок.
По свидетельству Кескюлы, в Стокгольме он напечатал некоторое количество большевистской литературы, но значительно большее количество печаталось немцами в самой Германии, и Кескюла, находясь в Стокгольме, помогал переправлять эту литературу в Россию, используя развитую транспортную сеть финских националистов.

### Переезд Ленина в Россию
По имеющимся сведениям, именно Кескюла предложил германской разведке организовать переезд Ленина и его окружения в Россию в начале 1917 года. Кескюла убеждал немцев, что прибытие в Россию Ленина, известного своими пораженческими взглядами, может ускорить выход России из войны, что в свою очередь даст Германии возможность одержать победу на Западном фронте до прибытия туда американцев. Немцы согласились, и после недельных переговоров Ленин и его соратники (всего 32 человека) были провезены в закрытом вагоне по территории Германии из Швейцарии в Швецию, откуда они проследовали в Россию.

### После революции в России
После революции и гражданской войны в России и образования независимой Эстонской республики пытался представлять Эстонию за границей, но лидеры образовавшейся Эстонской республики объявили его самозванцем, заявив, что он не имеет права выступать от имени Эстонии, после чего Кескюла потерял всякое значение.
В сентябре 1923 года Кескюла «возвратил» германскому МИДу сумму в 300 000 марок, полученную им от немцев во время войны (к тому моменту гиперинфляция в Германии полностью обесценила эту сумму).
Он так никогда и не побывал в независимой Эстонии. На склоне лет жил в Испании.

### В массовой культуре
В 1997 году в Эстонии был снят комедийный фильм «Все мои Ленины» об Александре Кескюле (в главной роли Юллар Сааремяэ).
В 2017 году в России вышел сериал Владимира Хотиненко «Демон революции», одним из персонажей которого является Александр Кескюла (актёр Юрий Уткин).